# ISO/TS16949
ISO/TS16949:1999 var en standard på kvalitetsledningsystem för leverantörer till bilindustrin (automotive). 
ISO/TS16949  ersatte standarden QS9000 som återkallades 2006-12-31.
TS är en förkortning av teknisk specifikation (technical specification) och bygger på standarden ISO 9001:2000. TS16949 innehöll tilläggskrav utöver kravpunkter i ISO 9001:2000 för OEM- leverantörer till fordonsindustrin. Tillsammans med kundens specifika krav (Eng. customer specific requirements) utgjorde TS16949 kravbilden vilket leverantören skall uppfylla för att bli certifierad. Standarden ersattes i oktober 2016 av IATF 16949:2016  
Målet med standarden är att implementera ett ledningssystem för att åstadkomma ständiga förbättringar och att förhindra fel, minska variation och förluster i försörjningskedjan.

## Certifiering
Själva certifieringen görs mot IATFs certifieringsregler Rules for achieving IATF recognition .
Certifieringen  måste bekräftas minst årligen och  gäller i tre år. Efter denna period måste certifieringen upprepas.

## Andra krav, kundkrav
Andra krav i sammanhanget är godkända tolkningar av ISO/TS16949 och Rules for achieving IATF recognition (Eng. sanctioned interpretations förkortas SI) och FAQs. Dessa skall beaktas i.s.m. implementering av kvalitetsledningssystemet. SI och FAQs finns publicerade på http://www.iatfglobaloversight.org/
Genom kundens specifika krav kan också krav på bl.a. miljöledning (ISO14001:2004) komma i fråga. I dessa fall kan det vara lämpligt att först certifiera företaget mot angivet miljöledningssystem. Vidare förekommer också krav till exempel ur VDA 6.0 (tysk bilindustri) till exempel VDA 6.3 som omfattar processrevision.
Utöver själva TS16949 och specifika kundkrav finns krav på användning av referensmanualer.
Vilka referensmanualer som skall tillämpas specificeras i kundens krav, till exempel QS9000- eller numera AIAG:s referensmanualer APQP, FMEA, MSA, SPS och PPAP.
- APQP = I förväg planerad kvalitetssäkring av en produkt
- FMEA = Förfaringsätt för riskbedömning av produkt och tillverkningsprocess
- MSA = Analys av mätsystem (Gauge R&R)
- SPC= Statistisk processtyrning, att genom tillämpning av statistiska medel styra en process
- PPAP = Förfaringsätt för godkännande av produkt och tillverkningsprocess

## Andra standarder
Andra standarder som finns kopplade till ISO/TS16949 är bland annat SS-EN ISO/IEC17025 vilket behandlar krav på mätrum, laboratorier och liknande, samt ISO 19011 vilket behandlar förfarande runt revisioner. 